# Galaktosemi
Galaktosemi är ett samlingsnamn för ärftliga metabola sjukdomar som innebär brist på enzymer som behövs för att levern ska kunna omvandla sockerarten galaktos till glukos. Då galaktos inte kan omsättas till glukos inlagras det istället i lever och andra organ, vilket kan ge vävnadsskador på lever, njure, centrala nervsystemet, ögonlins och äggstockar. Detta kan leda till komplikationer som gulsot, hypoglykemi och katarakt. På grund av de skador som uppstår i centrala nervsystemet kan obehandlad galaktosemi även leda till intellektuell funktionsnedsättning. Den exakta mekanismen är inte helt klarlagd, men det tros vara kopplat till ansamlingen av toxiska galaktosmetaboliter i hjärnan.

## Historik
Sjukdomen beskrevs 1917 av Friedrich Goppert (1870-1927), men redan 1908 rapporterade läkaren von Ruess om ett barn med galaktosemi. Att galaktosemi beror på brist på enzymet GALT upptäcktes 1956 av den danske läkaren Herman Moritz Kalckar och hans medarbetare.

## Vanligaste formen
Den vanligaste formen är den som orsakas av brist på enzymet galaktos-1-fosfat-uridyltransferas (GALT). Den formen kallas även transferasbrist, och orsakas av en mutation i genen för GALT, som finns på kromosom 9. GALT katalyserar en reaktion i en serie reaktioner där galaktos omvandlas till glukos.
Galaktosemi på grund av GALT-brist kan delas upp i tre fenotypiska varianter: klassisk galaktosemi, klinisk galaktosemi och biokemisk galaktosemi.  Klassisk galaktosemi är den allra vanligaste varianten i Sverige och är även den som främst testas vid PKU-prover för galaktosemi. 
GALT-enzymet är delaktigt i galaktosmetabolismen som leder till omvandling av galaktos till glukos. I galaktosmetabolismen katalyserar GALT-konverteringen av galaktos-1-fosfat och UDP-glukos till UDP-galaktos och Glu-1-P. Vid minskad GALT-aktivitet ansamlas galaktos-1-fosfat och galaktos i celler vilket också leder till att galaktos konverteras till galactitol. Galactitolproduktionen påverkar osmosen i cellerna och kan leda till svullnad av linsfibrer vilket kan leda till grå starr. Galactitol tros även bidra till de hjärnskador som setts hos individer med obehandlad galaktosemi då det möjligtvis även skulle kunna orsaka uppsvullnad av neuron.

## Behandling
Precis som med fenylketonuri och många andra metabola sjukdomar existerar ingen botande behandling, men genom att reducera galaktosintaget i dieten kan sjukdomen hållas under kontroll. Alla barn som föds i Sverige och även många andra länder genomgår en screening där man bland annat söker efter galaktosemi och på så sätt upptäcks alltid sjukdomen tidigt.

## Diagnosticering
I Sverige görs PKU-prov på alla nyfödda ett par dagar efter förlossningen för att kunna identifiera vissa allvarliga medfödda sjukdomar. Sjukdomarna som screenas är ovanliga men är behandlingsbara om behandling sätts in snabbt. För testet tas blod från barnets häl genom ett nålstick och dropparna låts torka på ett filterpapper.  I Sveriges PKU-screeningprogram för galaktosemi används först ett Beutler test som mäter GALT-aktiviteten. Vid testet tillsätts enzymerna fosfoglukomutas och glukos-6-fosfat dehydrogenas (G6PD) till bloddropparna vilket resulterar i reduktion av NADP+ till NADPH, vars fluorescens detekteras i ultraviolett ljus. En aktivitet på mindre än 15% anses vara lågt nog för att fortsätta med ett andra test för att bekräfta sjukdom, eftersom Beutler-testet kan ge falska positiva svar. Därför går man i Sverige vidare efter positivt svar med ett ”rapid galactose dehydrogenase test” (rapid GAL-DH test) som detekterar halten galaktos i blodet. Testet använder sig av enzymet galaktos dehydrogenas (GAL-DH) som katalyserar oxidation av galaktos, vilket också ger reduktion av NAD+ till NADH. Testet görs genom att tillsätta GAL-DH till de intorkade bloddroppar från barnet samt till fem olika kontroller. En av kontrollerna är ett helt blankt filterpapper medan de fyra andra är blod med 0, 2, 4, och 8 mM galaktos. Proverna utsätts sedan för UV-ljus där fluorescensintensiteten korresponderar med galaktoshalten i proverna. Ett positivt GAL-DH test har en fluorescens som motsvarar över 2 mM galaktos. 

## Genetisk bakgrund
Över 150 mutationer som kan orsaka GALT-brist har hittats i GALT-genen. I norra Europa är klassisk galaktosemi den allra vanligaste sjukdomsvarianten varav 70% av denna population med klassisk galaktosemi orsakas av en substitution av aminosyran arginin till glutamin på position 188. Sjukdom kan uppstå vid en homozygot uppsättning av mutationen då det minskar GALT-enzymets katalytiska aktivitet. Även substitution av lysin till asparagin på position 285 samt leucin till prolin på position 195 kan leda till utveckling av klassisk galaktosemi. Hos den afrikanska befolkningen verkar dock den kliniska sjukdomsvarianten av galaktosemi vara den vanligaste och orsakas av en substitution av leucin till serin på position 135.